# Rathaus Franzburg

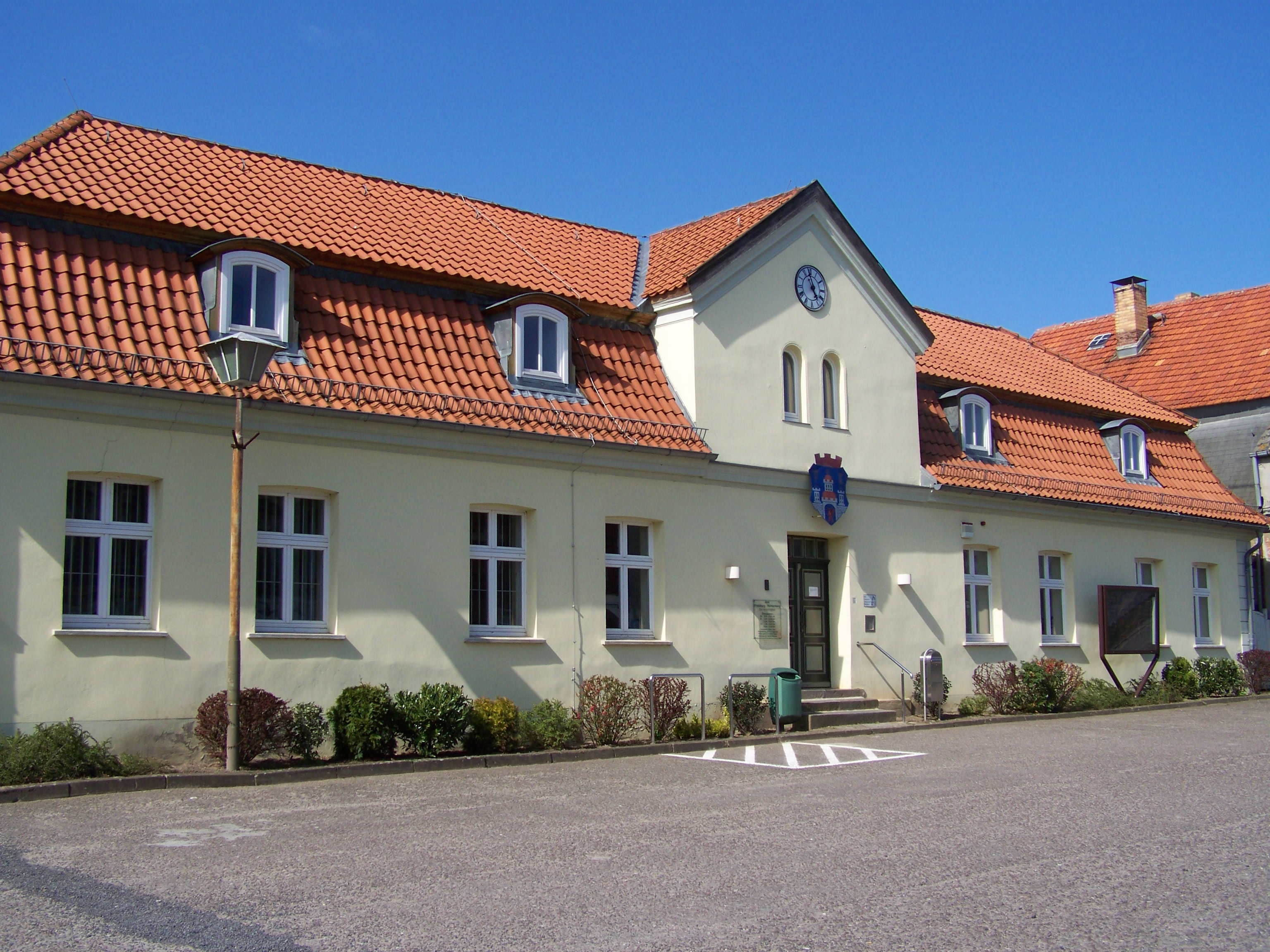
Ostseite zum Markt

Das Rathaus Franzburg, auch Amtshaus Franzburg, in Franzburg (Mecklenburg-Vorpommern), Ernst-Thälmann-Straße 71, stammt aus dem 17. und 18. Jahrhundert. Es war früher das Amtshaus.
Das Gebäude steht unter Denkmalschutz.

## Geschichte

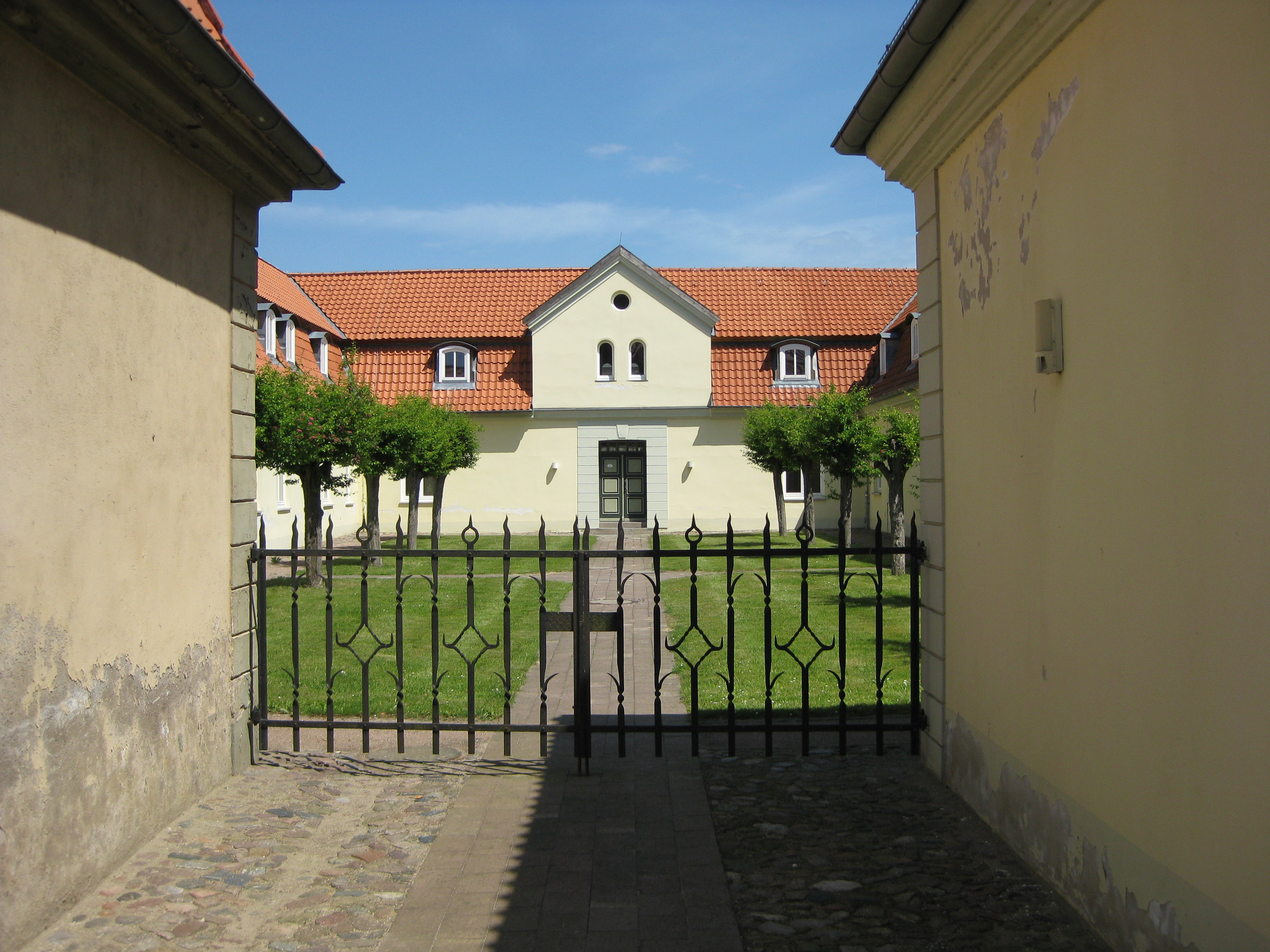
Rückseite

Franzburg mit 1395 Einwohnern (2019) entstand ab 1231 als Kloster und wurde als Schloss Frantz(en)burgh 1587 erwähnt.
In der Renaissance entstand westlich vom Kloster der Wirtschaftshof. Hier wurde im Stile der Renaissance der eingeschossige verputzte 4-Flügelbau als Vierseithof gebaut. Er erhielt im 18. Jahrhundert die im Ort untypischen barocken Mansarddächer und das prägende mittlere zweigeschossige Zwerchhaus sowie zwei seitliche Giebelportale. Eine rückseitige Durchfahrt an der Petersstraße erschließt den Hof.
Nach 1648 war es 1721 der Sitz der Distrikthauptmannschaft und damit das königlich schwedische Amtshaus. 1815 residierte der preußische Landrat. Nach wechselnden Nutzungen fand ab dem 19. Jahrhundert das Rathaus seinen Platz und ab 1992 das Amt Franzburg-Richtenberg.
Nach Sicherungsmaßnahmen von 1992/93 wurde das Gebäude abschnittsweise im Rahmen der Städtebauförderung saniert.